# Fábio de Barros
Fábio de Barros (n. 1956) es un ingeniero agrónomo, botánico, orquideólogo, y profesor brasileño.
Se formó en la Universidad de São Paulo, USP, con una maestría en Biología Vegetal en la Universidade Estadual de Campinas, UNICAMP; y su doctorado en Biología Vegetal, también en la UNICAMP.
Interesado en fitogeografía, y actualmente (desde 2008) ocupa el cargo de investigador en la Sección de Curadoría del Herbario del "·Instituto de Botánica del Estado de São Paulo" donde es docente en el Área de Plantas Vasculares en Análisis Ambientales.
Fábio de Barros está citado en Index Kewensis y en International Plant Names Index.

## Algunas publicaciones
- Lucia Helena Soares-Silva, Fábio de Barros, Fábio Pinheiro. 2002. Uma nova forma e uma nova combinação varietal em Myrcia DC. (Myrtaceae). Ed. Herbarium Bradeanum. 8 pp.
- 2002. Notas nomenclaturais em Pleurothallidinae (Orchidaceae), principalmente brasileiras. 6 pp.

### Libros
- 2004. Orquidologia sul-americana: uma compilação científica. Ed. Governo do Estado de São Paulo, Secretaria do Meio Ambiente, Instituto de Botânica. 192 pp. ISBN 8586624284
- 2004. Flora fanerogámica da Ilha do Cardoso, Volumen 10. Ed. Instituto de Botânica. 132 pp. ISBN 8575230174
- 1991. Flora fanerogámica da Ilha do Cardoso, Volumen 1, Volumen 3. Instituto de Botânica. 184 pp. ISBN 8585131365
- 1991. Caracterização geral da vegetação e listagem das espécies ocorrentes. Ed. Instituto de Botânica. 184 pp.

## Especies descriptas por Fábio de Barros
- Acianthera adamantinensis (Brade) F.Barros, Bradea 8(43): 294. 2002
- Acianthera bragae (Ruschi) F.Barros, Hoehnea 30(3): 183. 2003
- Acianthera caldensis (Hoehne & Schltr.) F.Barros, Orchid Memories 9. 2004
- Acianthera cryptoceras (Rchb.f.) F.Barros, Hoehnea 30(3): 185. 2003
- Acianthera cryptophoranthoides (Loefgr.) F.Barros, Hoehnea 30(3): 185. 2003
- Acianthera fabiobarrosii (Borba & Semir) F.Barros & F.Pinheiro , Bradea 8(48): 329. 2002
- Acianthera floribunda (Lindl.) F.Barros , Bradea 8(43): 294. 2002
- Acianthera guimaraensii (Brade) F.Barros , Bradea 8(43): 294. 2002
- Acianthera heliconiscapa (Hoehne) F.Barros , Bradea 8(43): 294. 2002
- Acianthera heringeri (Hoehne) F.Barros , Hoehnea 30(3): 185. 2003
- Acianthera hoffmannseggiana (Rchb.f.) F.Barros , Hoehnea 30(3): 186. 2003
- Acianthera hystrix (Kraenzl.) F.Barros , Orchid Memories 10. 2004
- Acianthera iguapensis (Schltr.) F.Barros , Orchid Memories 10. 2004
- Acianthera jordanensis (Brade) F.Barros , Bradea 8(43): 294. 2002
- Acianthera juergensii (Schltr.) F.Barros , Bradea 8(43): 294. 2002
- Acianthera macuconensis (Barb.Rodr.) F.Barros , Hoehnea 30(3): 186. 2003
- Acianthera magalhanesii (Pabst) F.Barros , Hoehnea 30(3): 186. 2003
- Acianthera minima (Cogn.) F.Barros , Bradea 8(43): 295. 2002
- Acianthera nemorosa (Barb.Rodr.) F.Barros , Hoehnea 30(3): 186. 2003
- Acianthera oligantha (Barb.Rodr.) F.Barros , Hoehnea 30(3): 186. 2003
- Acianthera pernambucensis (Rolfe) F.Barros , Bradea 11(1): 30. 2006
- Acianthera punctata (Barb.Rodr.) F.Barros , Bradea 8(43): 295. 2002
- Acianthera purpureoviolacea (Cogn.) F.Barros , Bradea 8(43): 295. 2002
- Acianthera ramosa (Barb.Rodr.) F.Barros , Hoehnea 30(3): 186. 2003
- Acianthera rupestris (Lindl.) F.Barros , Bradea 8(43): 295. 2002
- Acianthera serpentula (Barb.Rodr.) F.Barros , Hoehnea 30(3): 187. 2003
- Amblostoma amblostomoides (Hoehne) F.Barros , in Bol. Mus. Bot. Mun. (Curitiba), 53: 3. 1982
- Anacheilium punctiferum (Rchb.f.) F.Barros , Hoehnea, 10: 85. 1983 publ. 1984
- Anathallis adenochila (Loefgr.) F.Barros , Hoehnea 30(3): 187. 2003 [30 de dic 2003]
- Anathallis bleyensis (Pabst) F.Barros , Hoehnea 30(3): 187. 2003 [30 de dic 2003]
- Anathallis dryadum (Schltr.) F.Barros , Orchid Memories 10. 2004
- Anathallis ferdinandiana (Barb.Rodr.) F.Barros , Hoehnea 30(3): 187. 2003 [30 de dic 2003]
- Anathallis fernandiana (Hoehne) F.Barros , Hoehnea 30(3): 187. 2003 [30 de dic 2003]
- Anathallis flammea (Barb.Rodr.) F.Barros , Hoehnea 30(3): 187. 2003 [30 de dic 2003]
- Anathallis gehrtii (Hoehne & Schltr.) F.Barros , Orchid Memories 10. 2004
- Anathallis graveolens (Pabst) F.Barros , Bradea 11(1): 30. 2006 [16 de mar 2006]
- Anathallis guarujaensis (Hoehne) F.Barros , Hoehnea 30(3): 187. 2003 [30 de dic 2003]
- Anathallis helmutii (Hoehne) F.Barros , Hoehnea 30(3): 187. 2003 [30 de dic 2003]
- Anathallis imbricata (Barb.Rodr.) F.Barros & F.Pinheiro , Bradea 8(48): 329. 2002
- Anathallis jordanensis (Hoehne) F.Barros , Hoehnea 30(3): 189. 2003
- Anathallis montipelladensis (Hoehne) F.Barros , Bradea 8(43): 295. 2002
- Anathallis paranapiacabensis (Hoehne) F.Barros , Hoehnea 30(3): 189. 2003 [30 de dic 2003]
- Anathallis peroupavae (Hoehne & Brade) F.Barros , Hoehnea 30(3): 189. 2003 [30 de dic 2003]
- Anathallis piratiningana (Hoehne) F.Barros , Hoehnea 30(3): 190. 2003 [30 de dic 2003]
- Anathallis pusilla (Barb.Rodr.) F.Barros , Hoehnea 30(3): 190. 2003 [30 de dic 2003]
- Anathallis puttemansii (Hoehne) F.Barros , Hoehnea 30(3): 190. 2003 [30 de dic 2003]
- Anathallis reedii (Luer) F.Barros , Bradea 11(1): 30. 2006 [16 de mar 2006]
- Anathallis subnulla (Luer & Toscano) F.Barros , Bradea 11(1): 31. 2006 [16 de marzo de 2006]
- Anathallis trullilabia (Pabst) F.Barros , Bradea 11(1): 31. 2006 [16 de marzo de 2006]
- Anathallis welteri (Pabst) F.Barros , Hoehnea 30(3): 190. 2003 [30 de dic 2003]
- Aspasia silvana F.Barros , Hoehnea, 15: 94 (1988 publ. 1989
- Barbosella spiritu-sanctensis (Pabst) F.Barros & Toscano , in An. XXXV Congr. Nac. Bot. Manaus - 1984 (ed. M. Freitas da Silva): 23. 1990
- Bifrenaria harrisoniae (Hook.) Rchb.f. f. alba-plena (Pabst) F.Barros & J.A.N.Bat. , Orquidologia Sul-Amer. 100. 2004
- Bletia catenulata Ruiz & Pav. f. caerulea (L.C.Menezes) F.Barros & J.A.N.Bat. , Orquidologia Sul-Amer. 100. 2004
- Bulbophyllum involutum Borba, J.Semir & F.Barros , Novon 8 (3): 225. 1998
- Catasetum subsect. Convergentes H.D.Bicalho & F.Barros , Lindleyana 3 (2): 88. 1988
- Catasetum subsect. Divaricatae H.D.Bicalho & F.Barros , Lindleyana 3 (2): 92. 1988
- Catasetum ariquemense F.E.L.Miranda & K.G.Lacerda f. viride (L.C.Menezes) F.Barros & J.A.N.Bat. , Orquidologia Sul-Amer. 100. 2004
- Catasetum × intermedium L.C.Menezes & Braem f. rubrum (L.C.Menezes) F.Barros & J.A.N.Bat. , Orquidologia Sul-Amer. 100. 2004
- Catasetum spitzii Hoehne f. album (L.C.Menezes) F.Barros & J.A.N.Bat. , Orquidologia Sul-Amer. 101. 2004
- Catasetum taquariense H.D.Bicalho, F.Barros & J.L.de A.Moutinho Neto , in Orchid Dig., 48 (6): 218. 1984
- Catasetum vinaceum (Hoehne) Hoehne f. album (L.C.Menezes) F.Barros & J.A.N.Bat. , Orquidologia Sul-Amer. 101. 2004
- Cattleya aclandiae Lindl. f. alba (L.C.Menezes) F.Barros & J.A.N.Bat. , Orquidologia Sul-Amer. 101. 2004
- Cattleya bicolor Lindl. f. alba (Fowlie) F.Barros & J.A.N.Bat. , Orquidologia Sul-Amer. 101. 2004
- Cattleya elongata Barb.Rodr. f. alba F.Barros & J.A.N.Bat. , Orquidologia Sul-Amer. 101. 2004
- Cattleya harrisoniana Bateman ex Lindl. f. alba (Beer) F.Barros & J.A.N.Bat. , Orquidologia Sul-Amer. 101. 2004
- Cattleya intermedia Graham f. parthenia (Rchb.f.) F.Barros & J.A.N.Bat. , Orquidologia Sul-Amer. 101. 2004
- Cattleya labiata Lindl. f. alba (Linden & Rodigas) F.Barros & J.A.N.Bat. , Orquidologia Sul-Amer. 102. 2004
- Cattleya leopoldii Verschaff. ex Lem. alba (Fowlie) F.Barros & J.A.N.Bat. , Orquidologia Sul-Amer. 102. 2004
- Cattleya leopoldii Verschaff. ex Lem. caerulea (L.C.Menezes) F.Barros & J.A.N.Bat. , Orquidologia Sul-Amer. 102. 2004
- Cattleya nobilior Rchb.f. f. alba (L.C.Menezes) F.Barros & J.A.N.Bat. , Orquidologia Sul-Amer. 102. 2004
- Cattleya warneri T.Moore ex Warner f. caerulea (L.C.Menezes) F.Barros & J.A.N.Bat. , Orquidologia Sul-Amer. 102. 2004
- Coryanthes dasilvae F.Barros , Hoehnea 28 (3): 280. 2001
- Cyrtopodium polyphyllum (Vell.) Pabst ex F.Barros , Acta Bot. Brasil. 8 (1): 12. 1994
- Dimerandra emarginata (G.Mey.) Hoehne f. alba (L.C.Menezes) F.Barros & J.A.N.Bat. , Orquidologia Sul-Amer. 102. 2004
- Dryadella silvana F.Barros , Revista Brasil. Bot. 18(1): 35. 1995
- Epidendrum puniceoluteum F.Pinheiro & F.Barros , Hoehnea 33(2): 248 (247-250; figs. 1-2). 2006 [30 de jun 2006]
- Epidendrum secundum Jacq. var. albescens (Pabst) F.Barros , Acta Bot. Brasil. 10(1): 142. 1996
- Epidendrum secundum Jacq. f. albescens (Pabst) F.Barros , Hoehnea 29(2): 111. 2002
- Eulophia alta Fawc. & Rendle f. flavescens (Schltr.) F.Barros , Orchid Memories 20. 2004
- Grobya cipoensis F.Barros & Lourenço , Bot. J. Linn. Soc. 145 (1): 120 (122-123; fig. 2). 2004
- Grobya guieselii F.Barros & Lourenço , Bot. J. Linn. Soc. 145(1): 125 (-127; fig. 5). 2004
- × Hadrocattleya elegans (Rchb.f.) V.P.Castro & Chiron f. leucotata (L.Linden) F.Barros & J.A.N.Bat. , Orquidologia Sul-Amer. 102. 2004
- Hadrolaelia crispa (Lindl.) Chiron & V.P.Castro f. alba (B.S.Williams) F.Barros & J.A.N.Bat. , Orquidologia Sul-Amer. 102. 2004
- Hadrolaelia perrinii (Lindl.) Chiron & V.P.Castro f. alba (O'Brien) F.Barros & J.A.N.Bat. , Orquidologia Sul-Amer. 103. 2004
- Hadrolaelia purpurata (Lindl. & Paxton) Chiron & V.P.Castro f. virginalis (L.C.Menezes) F.Barros & J.A.N.Bat. , Orquidologia Sul-Amer. 103. 2004
- Hadrolaelia spectabilis (Paxton) F.Barros & J.A.N.Bat. f. alba F.Barros & J.A.N.Bat. , Orquidologia Sul-Amer. 103. 2004
- Heterotaxis brasiliensis (Brieger & Illg) F.Barros , Hoehnea 29(2): 112. 2002
- Heterotaxis equitans (Schltr.) F.Barros , Hoehnea 32 (3): 427. 2005 [29 de dic 2005]
- Heterotaxis proboscidea (Rchb.f.) F.Barros , Hoehnea 29 (2): 113. 2002
- Heterotaxis sessilis (Sw.) F.Barros , Hoehnea 29 (2): 112. 2002
- Heterotaxis superflua (Rchb.f.) F.Barros , Hoehnea 29 (2): 113. 2002
- Heterotaxis valenzuelana (A.Rich.) F.Barros , Hoehnea 32(3): 427. 2005 [29 de dic 2005]
- Heterotaxis villosa (Barb.Rodr.) F.Barros , Hoehnea 29(2): 113. 2002
- Heterotaxis violaceopunctata (Rchb.f.) F.Barros , Hoehnea 29(2): 113. 2002
- Isabelia violacea (Lindl.) Van den Berg & M.W.Chase f. alba (Barb.Rodr.) F.Barros , Hoehnea 30(3): 182 (-183). 2003 [30 de dic 2003]
- Malaxis sect. Umbellulatae (Ridl.) F.Barros , in Bol. Bot. (São Paulo), 15: 33. 1996
- Malaxis cipoensis F.Barros , in Bol. Bot. (São Paulo), 15: 31. 1996
- Maxillaria rupestris Barb.Rodr. f. brevis (Hoehne & Schltr.) F.Barros , Orchid Memories 14. 2004
- Microlaelia lundii (Rchb.f.) Chiron & V.P.Castro f. alba (L.C.Menezes) F.Barros & J.A.N.Bat. , Orquidologia Sul-Amer. 103. 2004
- Neolehmannia garciae (Pabst) F.Barros , in Bol. Mus. Bot. Mun. (Curitiba), 53: 3. 1982
- Oncidium cebolleta (Jacq.) Sw. f. purum (L.C.Menezes) F.Barros & J.A.N.Bat. , Orquidologia Sul-Amer. 103. 2004
- Oncidium hookeri Rolfe f. albescens (Pabst) F.Barros & J.A.N.Bat. , Orquidologia Sul-Amer. 103. 2004
- Pabstiella aryter (Luer) F.Barros , Bradea 8 (43): 296. 2002
- Pabstiella determannii (Luer) F.Barros , Bradea 8 (43): 296. 2002
- Pabstiella syringodes (Luer) F.Barros , Bradea 8(43): 296. 2002
- Pabstiella tripterantha (Rchb.f.) F.Barros , Bradea 8(43): 296. 2002
- Pabstiella yauaperyensis (Barb.Rodr.) F.Barros , Bradea 8(43): 296. 2002
- Polycycnis silvana F.Barros , Revista Brasil. Bot. 6(1): 15. 1983
- Promenaea silvana F.Barros & Cath. , Hoehnea, 21(1–2): 94. 1994 publ. 1995
- Pseudolaelia canaanensis (Ruschi) F.Barros , Acta Bot. Brasil. 8 (1): 15. 1994
- Rodriguezia decora Rchb.f. f. lactea (L.C.Menezes) F.Barros & J.A.N.Bat., Orquidologia Sul-Amer. 104. 2004
- Schomburgkia gloriosa Rchb.f. f. alba (L.C.Menezes) F.Barros & J.A.N.Bat., Orquidologia Sul-Amer. 104. 2004
- Scuticaria novaesii F.Barros & Cath. , Hoehnea, 9: 57. 1981 publ. 1982
- Specklinia alligatorifera (Rchb.f.) F.Barros , Hoehnea, 10: 109. 1983 publ. 1984
- Specklinia aphtosa (Lindl.) F.Barros , Hoehnea, 10: 109. 1983 publ. 1984
- Specklinia auriculata (Lindl.) F.Barros , Hoehnea, 10: 109. 1983 publ. 1984
- Specklinia crinita (Barb.Rodr.) F.Barros , Hoehnea, 10: 109. 1983 publ. 1984
- Specklinia depauperata (Cogn.) F.Barros , Hoehnea, 10: 109. 1983 publ. 1984
- Specklinia fernandiana (Hoehne) F.Barros , Hoehnea, 10: 109. 1983 publ. 1984
- Specklinia grobyi (Bateman ex Lindl.) F.Barros , Hoehnea 10: 110. 1983 [1984] (GCI)
- Specklinia grobyi (Bateman ex Lindl.) F.Barros , Hoehnea, 10: 110. 1983 publ. 1984
- Specklinia hygrophila (Barb.Rodr.) F.Barros , Hoehnea, 10: 110. 1983 publ. 1984
- Specklinia hypnicola (Lindl.) F.Barros , Hoehnea, 10: 110. 1983 publ. 1984
- Specklinia leptotifolia (Barb.Rodr.) F.Barros , Hoehnea 10: 110. 1984
- Specklinia luteola (Lindl.) F.Barros , Hoehnea, 10: 110. 1983 publ. 1984
- Specklinia marginalis (Rchb.f.) F.Barros , Hoehnea, 10: 110. 1983 publ. 1984
- Specklinia microgemma (Schltr. ex Hoehne) F.Barros , Hoehnea, 10: 110. 1983 publ. 1984
- Specklinia miniato-lineolata (Hoehne) F.Barros , Hoehnea, 10: 110. 1983 publ. 1984
- Specklinia mouraeoides (Hoehne) F.Barros , Hoehnea, 10: 110. 1983 publ. 1984
- Specklinia peduncularis (Lindl.) F.Barros , Hoehnea, 10: 110. 1983 publ. 1984
- Specklinia piratiningana (Hoehne) F.Barros , Hoehnea, 10: 110. 1983 publ. 1984
- Specklinia ramphastorhyncha (Barb.Rodr.) F.Barros , Bradea 11(1): 31. 2006
- Specklinia recurva (Lindl.) F.Barros , Hoehnea, 10: 110. 1983 publ. 1984
- Specklinia rubens (Lindl.) F.Barros , Hoehnea, 10: 110. 1983 publ. 1984
- Specklinia rubrolineata (Hoehne) F.Barros , Hoehnea, 10: 110. 1983 publ. 1984
- Specklinia saundersiana (Rchb.f.) F.Barros , Hoehnea, 10: 110. 1983 publ. 1984
- Specklinia sonderana (Rchb.f.) F.Barros , Hoehnea, 10: 110. 1983 publ. 1984
- Specklinia subpicta (Schltr.) F.Barros , Orchid Memories 19. 2004
- Specklinia trifida (Lindl.) F.Barros , Orchid Memories 19. 2004
- Veyretia rupicola (Garay) F.Barros , Hoehnea 30(3): 183. 2003

## Honores

### Epónimos
- (Orchidaceae) Acianthera fabiobarrosii (Borba & Semir) F.Barros & Pinheiro[1][2]
- (Orchidaceae) Pleurothallis fabiobarrosii Borba & Semir[3]

- La abreviatura «F.Barros» se emplea para indicar a Fábio de Barros como autoridad en la descripción y clasificación científica de los vegetales.[4]